# Carope
Nella mitologia greca, Carope o Caropo era il nome di uno dei re della Tracia

## Nella mitologia
Carope, un umile abitante della Tracia, venne a sapere dei complotti che Licurgo tramava, contro il divino Dionisio, il dio del vino. Avvertita la divinità ebbe come ricompensa il trono del regno e divenne anche sacerdote del culto dionisiaco.

### Discendenza
Ebbe un figlio chiamato Eagro, che a sua volta fu padre del famoso Orfeo.